# 이반 미추린

모스크바 대학교 앞에 있는 이반 블라디로비치 미추린의 흉상

이반 블라디미로비치 미추린(러시아어: Иван Владимирович Мичурин, 1855년 10월 27일 ~ 1935년 6월 7일)은 러시아의 과수 원예가이자 생물학자이다. 추위를 이겨내는 과수 육성을 연구하여 처음 10년간은 계속 실패하였으나, 식물의 유전과 환경의 영향을 고려하여 실험을 반복하여 마침내 교잡법에 성공하였다. 그리하여 추위를 이겨 내는 좋은 품종을 많이 만들어 내었다. 그의 사업은 후에 트로핌 리센코에게 계승되어, 생물학과 농업에 커다란 영향을 주었다.

## 기본이론
미추린 학설은 생물체와 그 생활환경 조건이 통일되었다는 것과, 생물체의 유전성은 그 선조에서 동화한 생활조건이 전부 합쳐진 점이다. 
만약 생활조건이 유전성에 만족되면 유전성은 보존되어 불변이다. 만약, 동화가 되지 않은 유전자에서 생활조건이 결핍 혹은 핍박되면 유전자는 돌연변이화하여 남겨진다. 이렇듯, 획득형질과 그 생활조건은 상호 적응하고, 이 중 유전은 내려간다. 
여기서, 중요한 것은 무성교잡인데 생활조건의 개변에서 변이를 갖추고 일정한 방향으로 나아가는 성질을 가지고 획득형질은 유전을 갖춘다.
이 외에도 미추린은 배아줄기세포와 수태작용이 전부 환경에 영향을 받는다는 사실을 강조하였다.